# Huaso (caballo)

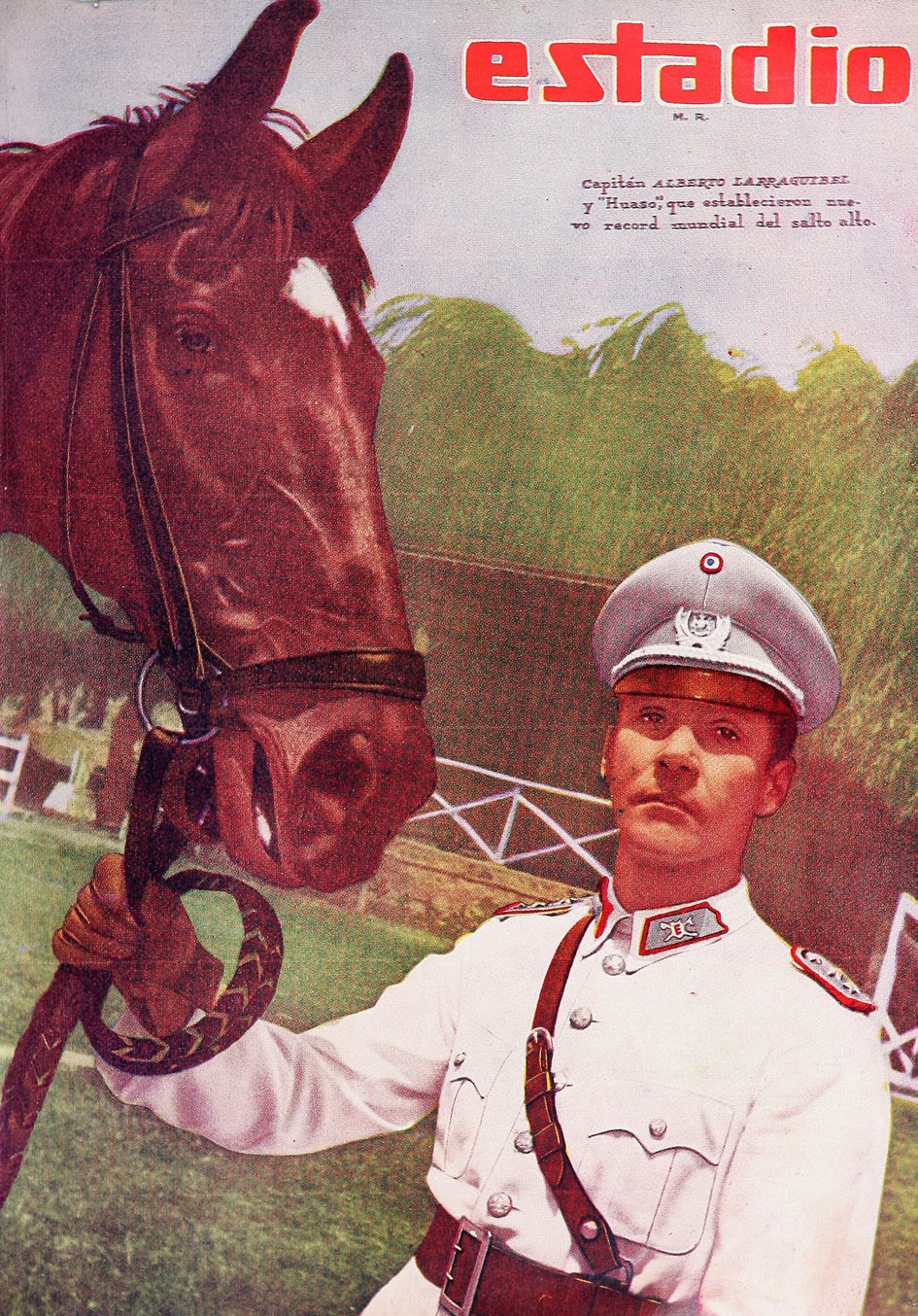
Alberto Larraguibel junto a Huaso.
Portada de Revista Estadio (1949).

Huaso (ex-Faithful; 1933-24 de agosto de 1961) es el nombre del caballo chileno con el cual el jinete militar chileno Alberto Larraguibel batió la marca mundial de salto alto de equitación el 5 de febrero de 1949, en el marco de un concurso ecuestre internacional oficial celebrado en el Regimiento Coraceros de Viña del Mar (Chile). Allí logró los 2,47 m (8 ft 1¼ in) de altura, quebrando la marca anterior de 2,44 m (8 ft 0 in), establecida por el jinete italiano Antonio Gutiérrez y el caballo «Ossopo» en 1938.

## Nacimiento
Nació en Chile en 1933. Era un caballo alazán purasangre, de 1,68 metros de altura, perteneciente al criadero «Las Mañanas». Fue bautizado como «Faithful», hijo de «Henry Lee» y «Trémula», para entonces reconocidos caballos de carreras. De «Faithful» se esperaba el mismo desempeño de los padres, pero los dueños encontraron que era un potro «despatarrado». Para cuando los potros de aquel año ya estaban compitiendo y la gran mayoría ganando, «Huaso» no había ganado una sola carrera.

## Adiestramiento y salto
Huaso fue vendido a un club de polo, pero fue devuelto rápidamente al ver que el potro no soportaba el duro entrenamiento y el golpe de los tacos. El animal fue comprado por el Ejército de Chile y fue iniciado por el capitán Gaspar Lueje en doma clásica, pero en su debut tuvo un accidente; su retiro inmediato del adiestramiento fue por enterrarse un fierro en las nalgas, por lo que casi fue sacrificado.
Fue el capitán Alberto Larraguibel Morales quien redirigió su actividad hacia los saltos ecuestres. Fue en esta época cuando se le cambia el nombre de «Faithful» a «Huaso». Al principio tampoco era un animal al cual le tomaran mucha cuenta, puesto que saltaba mal en circuitos. El capitán Larraguibel decidió entrenarlo en salto alto.

## El récord mundial de salto alto

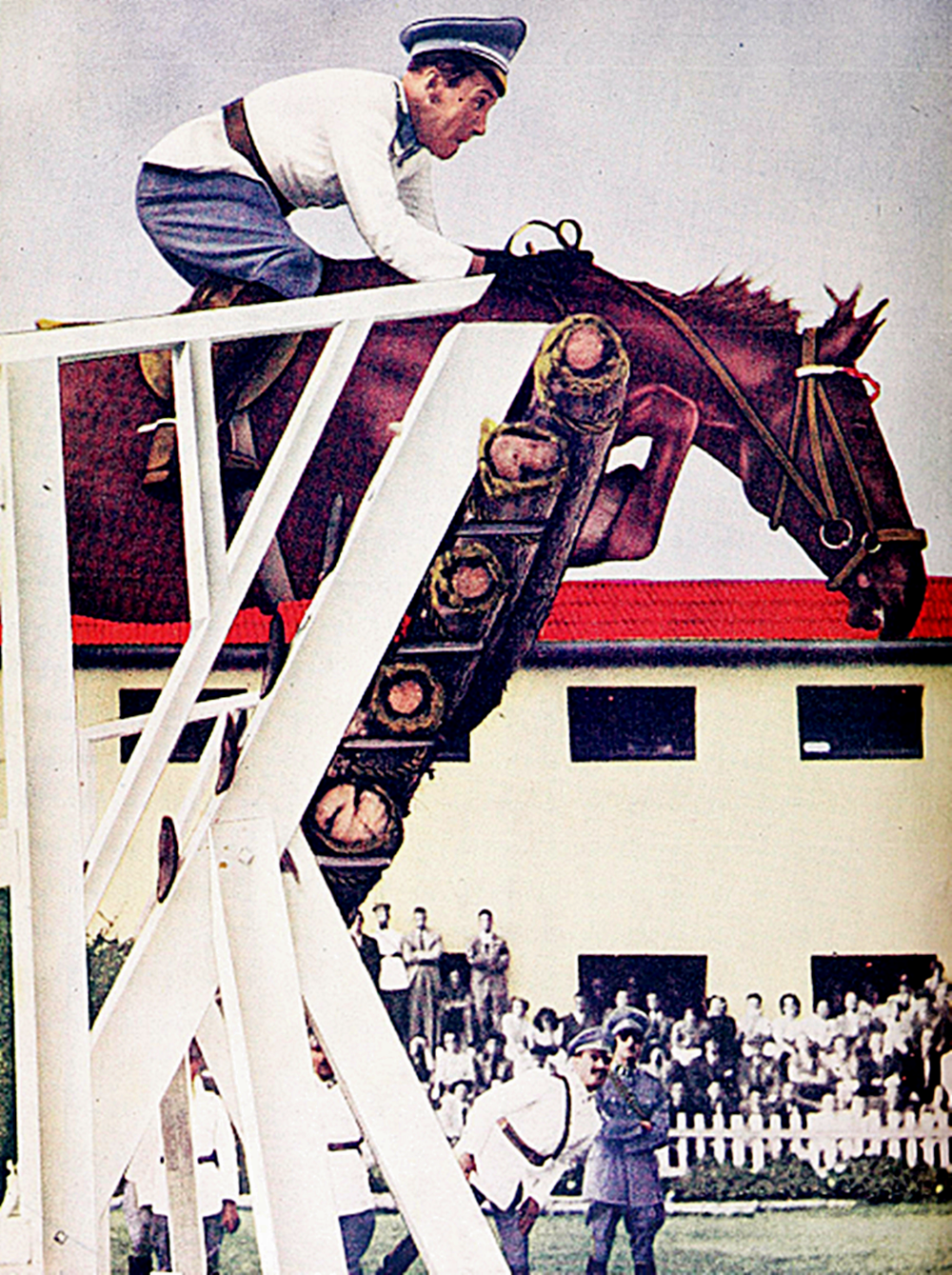
Alberto Larraguibel y Huaso en su célebre hazaña.

En 1948 Alberto Larraguibel, con «Huaso», bate el récord sudamericano de 2,37 metros de altura y al año siguiente batieron el récord mundial, con 2,47 metros de altura.
En 1949 concursaban dos binomios por el récord mundial. Fueron el capitán Larraguibel y «Huaso», y el teniente Riquelme y su caballo «Chileno», pero estos se desplomaron sobre un salto dejando la pasada a «Huaso» y Alberto Larraguibel. Al primer intento de pasar el salto, el caballo rehusó, negándose a pasar las varas; al segundo intento, Huaso pasó las manos, pero rozó con el vientre botando una de las varas. En el tercer y último intento, pasaron bien.
La gente presente ese día dice que cuando el binomio estaba en su último intento, era un silencio palpable. Cuando el animal inició el vuelo, nadie respiraba, y cuando sus patas delanteras tocaron el suelo, fue un completo griterío. Gente gritaba, gente lloraba, inclusive se acercaron a «Huaso» para arrancarle crines como recuerdo. La banda del ejército empezó a tocar el himno nacional, apenas el caballo tocó el suelo.
Después de batir el récord mundial de salto alto, Huaso pasó a un merecido descanso en la Escuela de Caballería del Ejército en Quillota (actual Escuela de Equitación), donde tendría el derecho de pasearse por los prados y jardines sin que nadie lo montara hasta el día de su muerte, el 24 de agosto de 1961, a los 28 años. Actualmente sus restos descansan en la misma Escuela de Equitación del Ejército en Quillota. Su hazaña no ha sido superada aún, manteniendo el récord mundial de salto alto en equitación.

## Después del récord

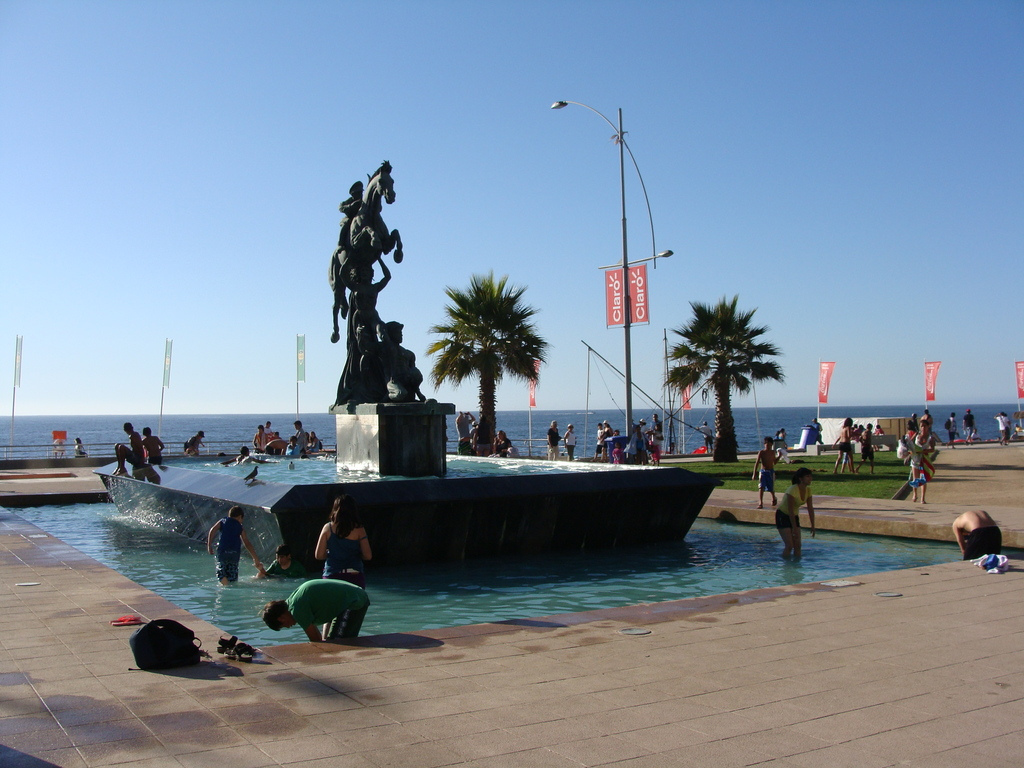
Monumento a Larraguibel y Huaso en Viña del Mar.

Se ha intentado reiteradas veces romper el récord de «Huaso», pero hasta hoy no se ha logrado.
Después de batir el récord mundial de salto alto, Huaso pasó a un merecido descanso en Quillota (actual Escuela de Equitación), dónde tenía derecho de pasearse por los prados y jardines sin que nadie lo montara, hasta el día de su muerte el 24 de agosto de 1961, a los 28 años. Actualmente sus restos descansan en la misma Escuela de Equitación del Ejército en Quillota. 
A fines de 2007 se instaló un monumento en su recuerdo ubicado en la avenida Jorge Montt de Viña del Mar, cercano al reloj de sol.
Existen libros que relatan la vida de «Huaso», uno titulado Caballo Loco campeón del mundo, de Luis Alberto Tamayo, y otro Quique Hache y el caballo fantasma, de Sergio Gómez. También está El jinete alado, del periodista e historiador quillotano Roberto Silva Bijit.